# Clyde R. Chapman
Clyde R. Chapman (* 23. Juli 1889 in Fairfield, Maine; † 6. März 1978 in Belfast, Maine) war ein US-amerikanischer Anwalt und Politiker, der von 1933 bis 1936 Maine Attorney General war.

## Leben
Clyde Raymond Chapman wurde als Sohn von George Mansur Chapman (1862–1943) und Laura Evelyn Keene Chapman (1865–1944) in Fairfield geboren. Seinen Abschluss am Bowdoin College machte er im Jahr 1912 und an der Maine Law School in Bangor im Jahr 1917. Die Zulassung als Anwalt erhielt er im Jahr 1918. Anschließend arbeitete er als Anwalt.
Er war von 1920 bis 1924 Richter des Gerichts von Belfast, Maine und von 1925 bis 1933 Attorney des Waldo Countys. Als Mitglied der Republikanischen Partei war er im Jahr 1928 Mitglied des Maine Republican State Committees und Clerk des Repräsentantenhauses von Maine. Von 1933 bis 1936 war Chapman Maine Attorney General.
Chapman gehörte dem Unitarismus an und war Mitglied der Freimaurer, außerdem des Lions Clubs und des Rotary Clubs.
Verheiratet war Clyde R. Chapman seit 1919 mit Eva May Humphrey Chapman (1900–1995). Aus dieser Ehe stammt ein Sohn. Chapman starb am 6. März 1978 in Belfast. Sein Grab befindet sich auf dem Maplewood Cemetery in Fairfield, Maine.